# Lepidocyrtus beaucatcheri
Lepidocyrtus beaucatcheri är en urinsektsart som först beskrevs av John L. Wray 1946.  Lepidocyrtus beaucatcheri ingår i släktet Lepidocyrtus och familjen brokhoppstjärtar. Inga underarter finns listade i Catalogue of Life.